# جوزيف سيمون (سياسي)
جوزيف سيمون (بالإنجليزية: Joseph Simon)‏ هو سياسي أمريكي، ولد في 7 فبراير 1851 في ألمانيا، وتوفي في 14 فبراير 1935 في الولايات المتحدة. حزبياً، نشط في الحزب الجمهوري. انتخب عضو مجلس الشيوخ الأمريكي.